# Pilosella hoppeana
Pilosella hoppeana (у т. ч. Hieracium roxolanicum) — вид рослин із родини айстрових (Asteraceae).

## Біоморфологічна характеристика
Це багаторічна рослина 30–40 см заввишки. Листочки обгорток широкі (2.5 мм ушир), довгі (зовнішні 6–7 мм завдовжки), свинцево-сірі, злегка жовтувато-окаймлені, гоструваті, укриті волосками до 0.8 мм завдовжки; внутрішні — гострі, помірно вкриті світлими волосками 0.8 мм завширшки, з одиночними залозками, сірі від зірчастого запушення. Квітки жовті, зовнішні — з червоними зубцями. Період цвітіння: липень.

## Середовище проживання
Зростає у Європі й Західній Азії — Німеччина, Швейцарія, Ліхтенштейн, Австрія, Іспанія, Італія, Угорщина, Словенія, Хорватія, Боснія та Герцеговина, Сербія та Косово, Чорногорія, Македонія, Румунія, Болгарія, Азербайджан, Україна (Крим), Грузія, Азербайджан, Туреччина (Європа й Анатолія), Іран, Сирія.
В Україні вид зростає на яйлах — у Криму